# Evangelische Kirche (Seigertshausen)

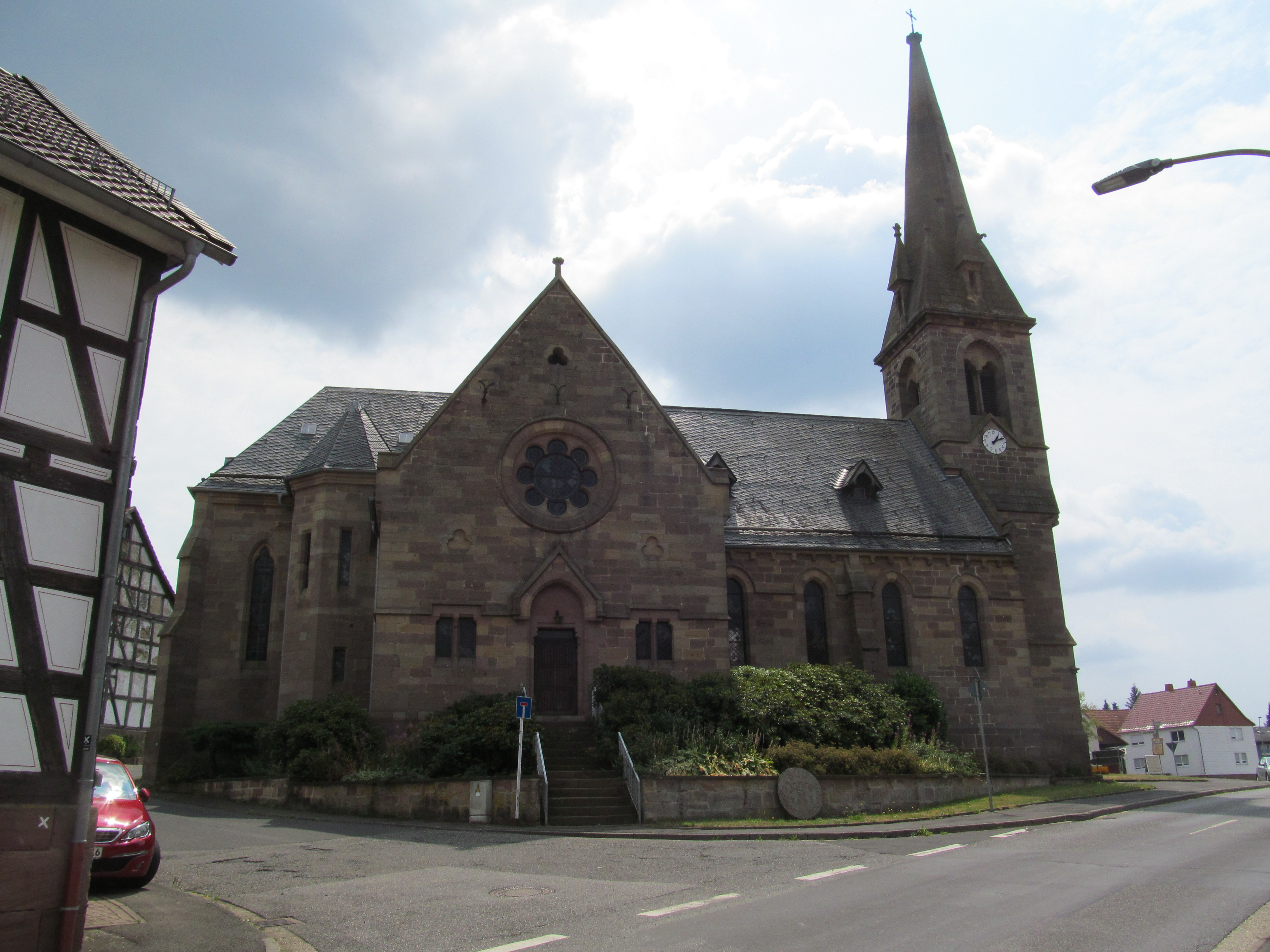
Evangelische Kirche (Seigertshausen)

Die Evangelische Kirche Seigertshausen ist ein denkmalgeschütztes Kirchengebäude, das im Ortsteil Seigertshausen der Stadt Neukirchen im Schwalm-Eder-Kreis (Hessen) steht. Die Kirche gehört zur Kirchengemeinde Obergrenzebach-Seigertshausen im Kirchenkreis Schwalm-Eder im Sprengel Marburg der Evangelischen Kirche von Kurhessen-Waldeck.

## Beschreibung
Die neugotische Kreuzkirche wurde 1866–69 nach einem Entwurf von Peter Zindel aus Quadermauerwerk erbaut. Zwischen dem quadratischen Kirchturm im Westen und dem ausladenden Querschiff befindet sich das Langhaus, an das sich der rechteckige Chor anschließt. Die Wände des Langhauses und des Chors werden von Strebepfeilern gestützt. In den Ecken zwischen Chor und Querschiff stehen Treppentürme. Das oberste Geschoss des Turms hat Biforien als Klangarkaden, hinter denen sich der Glockenstuhl befindet, in dem drei Kirchenglocken hängen. Am spitzen, steinernen Helm des Turms befinden sich Dachgauben. 
Der Chor ist im Innern mit einem Kreuzrippengewölbe überspannt, das Langhaus mit einem Tonnengewölbe. Die Kirchenausstattung stammt aus der Bauzeit. Die Orgel wurde 1868 von August Röth gebaut.